# Jaime Sifers
Jaime Sifers (* 18. Januar 1983 in Stratford, Connecticut) ist ein ehemaliger US-amerikanischer Eishockeyspieler, der im Verlauf seiner aktiven Karriere zwischen 2002 und 2018 unter anderem 37 Spiele für die Toronto Maple Leafs und Minnesota Wild in der National Hockey League auf der Position des Verteidigers bestritten hat. Den Großteil seiner Karriere verbrachte Sifers aber in der American Hockey League, wo er 693 Spiele für insgesamt sechs verschiedene Teams absolvierte. Dort feierte er in Diensten der Lake Erie Monsters mit dem Gewinn des Calder Cups im Jahr 2016 auch seinen größten Karriereerfolg.

## Karriere

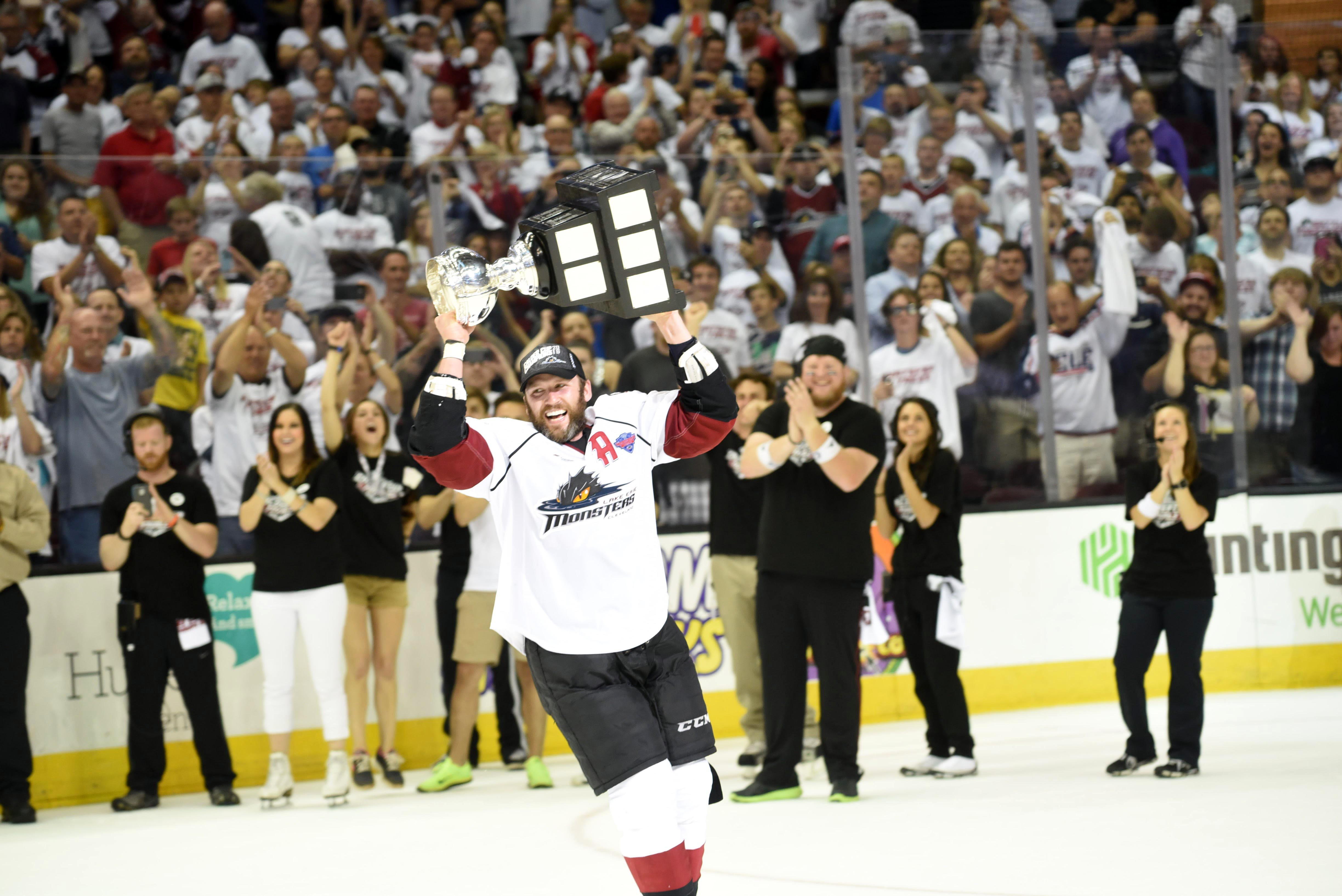
Sifers feiert den Gewinn des Calder Cups

Sifers begann seine Karriere als Eishockeyspieler in der National Collegiate Athletic Association, in der er von 2002 bis 2006 für die Eishockeymannschaft der University of Vermont aktiv war. Anschließend nahmen ihn die Toronto Maple Leafs unter Vertrag. Gegen Ende der Saison 2005/06 gab der Verteidiger sein Debüt im professionellen Eishockey, als er zwei Spiele für das Farmteam der Maple Leafs, die Toronto Marlies, in der American Hockey League bestritt. In den beiden folgenden Spielzeiten war der US-Amerikaner Stammspieler bei den Marlies und bestritt alle 160 Spiele der regulären Saison. Während der Saison 2008/09 gab Sifers sein Debüt in der National Hockey League für die Maple Leafs. In der folgenden Saison ging er überwiegend für die Houston Aeros in der AHL aufs Eis, absolvierte allerdings auch einige Begegnungen für die Minnesota Wild in der National Hockey League. Im Juli 2010 unterschrieb der Defensivspieler als Free Agent einen Kontrakt bei den Atlanta Thrashers. Für die Saison 2010/11 wurde Sifers ins Farmteam zu den Chicago Wolves geschickt.
Im Mai 2011 unterzeichnete der Rechtsschütze einen Kontrakt für die Saison 2011/12 bei den Adler Mannheim in der Deutschen Eishockey Liga. Nach zwei weiteren Spielzeiten im Trikot der Adler wurde sein laufender Vertrag im März 2014 auf persönlichen Wunsch des US-Amerikaners aufgelöst. Sifers kehrte nach Nordamerika zurück und schloss sich im Vorfeld der Saison 2014/15 den Springfield Falcons aus der American Hockey League an. Nach einem Jahr dort verpflichteten ihn die Columbus Blue Jackets, der bisherige Kooperationspartner der Falcons, fest für zwei Jahre, wobei er vorerst für das neue Farmteam, die Lake Erie Monsters, auflief. Mit den Monsters gewann er am Ende der Saison 2015/16 den Calder Cup.
Nach drei Jahren in der Organisation der Blue Jackets, in denen er ohne NHL-Einsatz blieb, wurde sein auslaufender Vertrag nicht verlängert, sodass Sifers sich im Juli 2017 den Utica Comets aus der AHL anschloss. Dort beendete er im April 2018 im Alter von 35 Jahren seine Karriere als Aktiver.

## Erfolge und Auszeichnungen
| - 2003 ECAC All-Rookie Team - 2005 ECAC Best Defensive Defenseman - 2005 ECAC Second All-Star Team | - 2009 Teilnahme am AHL All-Star Classic - 2016 Calder-Cup-Gewinn mit den Lake Erie Monsters |

## Karrierestatistik
(Legende zur Spielerstatistik: Sp oder GP = absolvierte Spiele; T oder G = erzielte Tore; V oder A = erzielte Assists; Pkt oder Pts = erzielte Scorerpunkte; SM oder PIM = erhaltene Strafminuten; +/− = Plus/Minus-Bilanz; PP = erzielte Überzahltore; SH = erzielte Unterzahltore; GW = erzielte Siegtore; 1 Play-downs/Relegation; Kursiv: Statistik nicht vollständig)